# Emily Collins (botànica)
Elian Emily Collins (nascuda Pemberton ca. 1858 - ca. 1945) fou una botànica, naturalista i recol·lectora anglesa. Va realitzar expedicions per cercar espècimens vegetals a Tailàndia. Va descobrir diverses espècies noves per a la ciència; i, en el seu honor es van nomenar nombroses espècies amb el seu epònim.

## Biografia
Collins va néixer a Myanmar (Birmània) al voltant de l'any 1858. Es va casar amb David John Collins, un agrimensor; i, van viatjar cap a Tailàndia l'any 1877.
Fou una recol·lectora d'espècimens de plantes a Tailàndia. Va recol·lectar plantes principalment en regions de la província de Chon Buri (Si Racha) i Chanthaburi en el període entre 1902 i 1938.
Va ser animada en els seus esforços de recol·leccions, pel Dr. Arthur Francis George Kerr a qui va conèixer el setembre de 1911. Emily li enviava sovint espècimens que incorporava al seu herbari privat. Aquests espècimens es troben en el Museu d'Història Natural, de Londres. Collins també va enviar espècimens a altres botànics així com als Jardins Botànics Reials de Kew.
Va mantenir correspondència amb el professor William Grant Craib, Regius Professor de botànica a la Universitat d'Aberdeen, i fou autora de Florae Siamensis Enumeratio. Va ser reconeguda per ell com una dels recol·lectors més importants que van subministrar espècimens a l'Herbari real del jardí botànic de l'àrea de Si Racha a Tailàndia. L'altre col·leccionista va ser el Dr. Kerr.
També va mantenir correspondència amb Sir Arthur William Hill, director dels Jardins Botànics Reials de Kew. Li va proporcionar espècimens, va enviar-li fotografies i informació sobre noms comuns i usos econòmics de plantes locals recollides i subministrats a Kew Gardens. També ho va fer amb Sir David Prain i a través d'ell al Trinity College de Dublín amb espècimens.
Els seus espècimens estan avui resguardats en herbaris arreu del món, incloent-hi el del Departament d'Agricultura de Bangkok, la Harvard University, Museu d'Història Natural, Jardins Botànics Reals Kew, Jardí Botànic de Missouri, Jardí Botànic de Nova York i l'Herbari Nacional dels EUA Després que Emily va deixar de fer recol·leccions en 1938; molt pocs botànics van aparèixer per a recol·lectar sistemàticament en aquesta àrea de Tailàndia fins a mitjan 1970s.
Collins fou un dels primers membres de la Societat d'Història Natural de Siam quan aquesta es va establir el 6 de març de 1914. Aquesta organització va esdevenir una Secció de la Siam Society fins a 1925.
Va continuar residint a Tailàndia fins a la seva mort, en algun moment després de la Segona Guerra Mundial.

### Honors
Fou nomenada membre de l'Ordre d'Excel·lència de l'Imperi britànic (MBE)

### Espècies nomenades amb el seu epònim
Diverses espècies de planta tenen l'epònim descriptiu "collinsae" o "collinsiae" en el seu honor. Aquests inclouen:
- (Annonaceae) Mitrephora collinsae Craib
- (Convolvulaceae) Argyreia collinsae (Craib) Na Songkhla & Traiperm
- (Convolvulaceae) Rivea collinsae Craib
- (Droseraceae) Drosera collinsiae N.E.Br. in Burtt Davy
- (Lythraceae) Lagerstroemia collinsae Craib
- (Myrsinaceae) Ardisia collinsae H.R.Fletcher
- (Myrtaceae) Eugenia collinsae (Blume) Merr. & L.M.Perry
- (Rubiaceae) Tarenna collinsae Craib
- (Rutaceae) Zanthoxylum collinsae Craib